# High Speed Downlink Packet Access

Le High Speed Downlink Packet Access (abrégé en HSDPA), parfois appelé 3.5G, 3G+, H, ou encore turbo 3G dans sa dénomination commerciale, est un protocole pour la téléphonie mobile.
Il offre des performances dix fois supérieures à la 3G (UMTS R'99), dont il est une évolution logicielle. Cette évolution permet d'approcher les performances des réseaux DSL (Digital Subscriber Line). Il permet de télécharger (débit descendant) théoriquement à des débits de 1,8 Mbit/s, 3,6 Mbit/s, 7,2 Mbit/s et 14,4 Mbit/s. Il est basé sur la technique de communication WCDMA (Wideband-Code Division Multiple Access) définie par la norme WCDMA 3GPP Rel. 99 (3rd Generation Partnership Project Release 99). Il concerne la liaison descendante du réseau vers le terminal à haut débit en mode paquets. Il est défini dans la version de la norme WCDMA - 3GPP Rel. 5.

## Technologie
C'est une amélioration radio du lien descendant qui permet d’offrir du très haut débit en téléchargement (jusqu’à 14,4 Mb/s en théorie, 3,6 Mb/s en pratique avec la Release 5 ; avec la Release 6, le débit passe à 7,2 Mb/s). Pour les transferts en voie montante, c’est le canal DCH de l’UMTS qui est utilisé (128 kb/s en Release 5, 384 kb/s en Release 6).
Les principales améliorations sont :

### Ajout de nouveaux canaux dédiés au HSDPA
On retrouve un nouveau canal de transport, HS-DSCH (High Speed Downlink Shared CHannel), supportant un débit important sur la voie descendante tout en étant partagé entre tous les utilisateurs, contrairement au DCH (Dedicated CHannel) de l'UMTS.
Au niveau physique, ce canal est réparti sur plusieurs nouveaux canaux :
- Voie descendante
  - HS-SCCH (High Speed Shared Control CHannel) : Canal physique de la signalisation associée au HS-DSCH.
  - HS-PDSCH (High Speed Physical Downlink Shared CHannel) : Canal physique qui transporte les données d'un HS-DSCH.

- Voie montante
  - HS-DPCCH (High Speed Dedicated Physical Control CHannel) : Canal physique transportant la signalisation associée au HS-DSCH (taux de codage et CQI - Channel Quality Indicator).

### La transmissionShared Channel
Trois canaux physiques sont utilisés : le HS-PDSCH pour la transmission rapide des données (Data), et les canaux HS-SSCH et HS-DPCCH pour le contrôle des commandes (Control) sur les voies descendantes et montantes respectivement.
Sur le HS-PDSCH, les utilisateurs d’un même Node B se partagent les intervalles de temps et les codes. Le HS-DPCCH est utilisé pour transporter les signaux d’acquittement pour chaque bloc transmis. Il indique également la qualité du canal (CQI), le schéma de codage et la modulation utilisée.

### Utilisation d’un mécanisme de retransmission hybride
Le HARQ (pour Hybrid Automatic Repeat reQuest) est un mécanisme qui permet de limiter et de corriger les erreurs de transmission grâce à une redondance sur la couche physique et à la retransmission de la couche liaison de données. L’émetteur envoie un bloc d’informations et attend un acquittement ou un refus du récepteur. Afin d’obtenir une acceptation rapide, l'émission de plusieurs blocs de données est lancée en parallèle. En cas de demande de retransmission, à la suite de la réception de données erronées, les informations reçues sont reconstituées à partir de l’original et de la nouvelle transmission pour reconstituer le message entier.

### Pas deSoft Handover
En HSDPA, il n’y a pas de Soft Handover. La mobilité est permise par le mécanisme HS-DSCH Cell Change. Par conséquent, lorsque l’usager se déplace et qu’un Hard Handover est exécuté, cela se traduit par un passage en Compressed Mode et donc une interruption du trafic durant quelques secondes. Le Compressed Mode permet de réserver des ressources pour permettre au mobile de réaliser des mesures sur les cellules voisines avant de sélectionner celle ayant le meilleur champ.

### Utilisation de15 codesmaximum par utilisateur
15 canaux peuvent être alloués au même utilisateur pour augmenter le débit significativement. La plupart des mobiles HSDPA actuels (2012) supportent 15 codes, mais certains mobiles (UE) plus anciens ne supportent que 5 ou 10 codes.

### Adaptative Modulation and Coding
L’AMC désigne l’adaptation dynamique du schéma de codage (et donc du débit) en fonction des conditions radio. Le mobile remonte le CQI (qualité du signal reçu) au Node B qui réajuste le schéma de codage toutes les 2 ms : choix d’un codage plus ou moins protecteur avec plus ou moins de redondance, choix d’une modulation QPSK ou 16 QAM.
La modulation QPSK (Quadrature Phase Shift Keying) permet de coder 2 bits par symbole. En revanche, la modulation 16-QAM (Quadrature Amplitude Modulation) permet de coder 4 bits par symbole, ce qui permet de doubler le débit. Par contre, cette modulation n’est possible qu’en présence de bonnes conditions radio car peu tolérante aux erreurs.

### Fast and Fair Scheduling at Node
En UMTS, l’établissement de la transmission par paquet se fait à partir du RNC, tandis qu’en HSDPA, elle se fait à partir du Node B. Cela permet de réagir beaucoup plus rapidement, notamment grâce à un TTI (Transmission Time Interval) plus court. Ainsi, chaque utilisateur dispose du même temps mais grâce à l’AMC, le schéma de codage est propre à chacun ce qui lui permet d’obtenir le meilleur débit possible en fonction de ses conditions radio.

### Short TTI(Transmission Time Interval)
Le TTI (Time Transmission Interval) est l’intervalle entre la transmission des blocs de données. D’une durée variable de 10 ms à 80 ms en UMTS, il passe à 2 ms en HSDPA ce qui permet de réagir plus vite en fonction des conditions radio, d’adapter le schéma de codage plus régulièrement et de supporter un trafic et un nombre d’utilisateurs plus importants.

## Offre commerciale en France
En France, la 3,5G est disponible sous le nom de 3G+ depuis juin 2006 sur le réseau SFR et l'automne 2006 chez Orange. Bouygues Telecom, qui n'avait pas encore déployé de réseau UMTS, a déployé sans publicité son réseau en HSDPA en avril 2007, à la dernière date possible dictée par les termes de sa licence UMTS.
Depuis le 18 juin 2008, Orange Réunion est le premier et seul opérateur à proposer la 3G+ commercialement dans les plus grandes villes de l'île. Les débits proposés vont jusqu'à 3,6 Mbit/s. Ce lancement commercial a permis à l'opérateur de proposer de nombreux nouveaux services et notamment la visiophonie ainsi que la télévision mobile. 
En août 2008, Orange a reconnu que son réseau 3G+ était bridé à un débit 3G (< 400 kbit/s) pour tous les téléphones compatibles 3G+ ; ce bridage ne concernait pas les clés 3G+ destinées aux PC qui bénéficient d'un débit maximum pouvant atteindre 7,2 Mbit/s. Les aveux de ce bridage font suite à un buzz internet généré par des propriétaires de smartphones mécontents du manque d'information fournie par Orange à l'achat (le seul bridage indiqué était une diminution possible du débit au-delà de 500 Mo par mois) et la publicité faite autour des capacités 3G+ de certains terminaux (notamment l'iPhone) alors qu'il n'était pas possible d'en profiter sur le réseau Orange sans toucher aux réglages de son appareil (modification de l'APN (Access Point Name), etc.).
Face à ces plaintes, Orange a dans un premier temps cherché à incriminer Apple. Un rejet de faute qui a été rapidement contredit par les utilisateurs d'iPhone qui ont montré vidéo à l'appui qu'en changeant l'APN de l'iPhone, on obtenait un meilleur débit. SFR a aussi apporté son soutien à ce démenti en indiquant que son réseau 3G+ n'était pas bridé et que les 1 500  à   2 000 clients SFR disposant d'un iPhone 3G+ bénéficiaient d'un débit de 3,6 Mbit/s comme les autres abonnés 3G+ SFR.[réf. nécessaire]
Dans un deuxième temps, Orange a cherché à calmer les utilisateurs mécontents et à rassurer les futurs clients en proposant d'augmenter le débit à 1 Mbit/s, puis finalement à 1,8 Mbit/s, seulement pour les possesseurs de forfaits iPhone.
Organisés autour d'un site et d'un forum dédiés, certains juristes et utilisateurs de terminaux compatibles 3G+ ont contesté cette interprétation (débits limités à 1,8 Mbit/s « en crête » et non minimaux, prise en compte de l'iPhone et de certains abonnements seulement) et affirment qu'Orange reste sous le coup de sanctions juridiques, pénales comme civiles[réf. incomplète]. 
Selon Orange, ce débit était proposé en priorité aux nouveaux abonnés iPhone et a été étendu à l'ensemble des abonnés iPhone le 15 septembre 2008. Orange s'est expliqué sur l'existence de ce bridage lors d'un entretien d'une heure sur un chat de 01Net où la directrice de marketing mobile responsable de l'iPhone a répondu aux questions des internautes.[réf. nécessaire]
Cependant, les débits des promesses publicitaires sont parfois loin de la réalité.

## High Speed Uplink Packet Access
L’HSUPA (High Speed Uplink Packet Access) est défini dans la release 6 du 3GPP. Il s’agit d’une optimisation de l'HSDPA sur le lien montant (du mobile vers le réseau). Cette évolution permet le haut débit en voie montante (jusqu’à 5,8 Mb/s maximum théorique, 1,2 Mb/s en pratique avec les mobiles actuels), ainsi qu’une amélioration du débit descendant puisqu’on double le débit prévu par le HSDPA (7,2 Mb/s).